# Andrij Kononenko
Andrij Wiktorowycz Kononenko, ukr. Андрій Вікторович Кононенко, ros. Андрей Викторович Кононенко, Andriej Wiktorowicz Kononienko (ur. 7 marca 1974 w Sumach) – ukraiński piłkarz, grający na pozycji napastnika, trener piłkarski.

## Kariera piłkarska
W 1991 rozpoczął karierę piłkarską w klubie Majak Charków. Potem występował w drużynie amatorskiej Łokomotyw Konotop. W 1996 bronił barw drugoligowego klubu Hirnyk-Sport Komsomolsk. Potem powrócił do konotopskiego klubu, który zmienił nazwę na Szachtar Konotop. W 2002 roku zakończył karierę piłkarza.

## Kariera trenerska
Po zakończeniu kariery piłkarskiej rozpoczął pracę szkoleniowca. 28 czerwca 2011 dołączył do sztabu szkoleniowego PFK Sumy. Od 12 kwietnia 2013 po dymisji Ihora Zachariaka pełnił obowiązki głównego trenera, a 17 czerwca 2013 został mianowany na stanowisko głównego trenera PFK Sumy. 18 maja 2014 został zawieszony w prowadzeniu klubu. W lipcu 2014 otrzymał propozycje pracy jako konsultant w klubie Hirnyk-Sport Komsomolsk. 23 września 2015 stał na czele klubu Barsa Sumy, którym kierował do końca kwietnia 2016. Od 22 sierpnia 2016 do  15 sierpnia 2017 prowadził drugi zespół Inhulca Petrowe. 15 stycznia 2018 został zaproszony do sztabu szkoleniowego MFK Mikołajów, w którym pracował do czerwca 2018. W marcu 2019 dołączył do klubu Krystał Chersoń, w którym pomagał trenować, a od 26 kwietnia 2019 prowadził główną drużynę Krystału. 28 czerwca 2019 opuścił chersoński klub i wrócił do MFK Mikołajów.